# Pallamano Trieste 1990-1991
Questa pagina raccoglie i dati riguardanti la Pallamano Trieste nelle competizioni ufficiali della stagione 1990-1991.

## Rosa
| N  | Naz                   | Ruolo    | Giocatore          |
| -- | --------------------- | -------- | ------------------ |
| 1  | Italia (bandiera)     | Portiere | Paolo Marion       |
| 16 | Italia (bandiera)     | Portiere | Ivan Mestriner     |
| 3  | Italia (bandiera)     | Terzino  | Piero Sivini       |
| 4  | Italia (bandiera)     | Pivot    | Giorgio Oveglia    |
| 6  | Italia (bandiera)     | Terzino  | Maestrutti         |
| 7  | Jugoslavia (bandiera) | Terzino  | Branko Strbac      |
| 8  | Italia (bandiera)     | Pivot    | Claudio Schina     |
| 9  | Italia (bandiera)     | Terzino  | Antonio Pastorelli |
| 10 | Italia (bandiera)     | Terzino  | Settimio Massotti  |
| 11 | Italia (bandiera)     | Terzino  | Luca Sivini        |
| 14 | Italia (bandiera)     | Terzino  | Marco Bozzola      |
| 15 | Italia (bandiera)     | Ala      | Marco Lo Duca      |

## Classifica
|  | Pos. | Squadra           | Pt | G  | V  | N | S  | GF  | GS  | D    | Note                                        |
|  | ---- | ----------------- | -- | -- | -- | - | -- | --- | --- | ---- | ------------------------------------------- |
|  | 1.   | Ortigia           | 36 | 22 | 16 | 4 | 2  | 522 | 421 | +101 | Qualificato alla IHF Cup 1991-92            |
|  | 2.   | Brixen            | 35 | 22 | 17 | 1 | 4  | 446 | 346 | +100 | Qualificato alla Coppa dei Campioni 1991-92 |
|  | 3.   | Rubiera           | 33 | 22 | 14 | 5 | 3  | 514 | 455 | +59  |                                             |
|  | 4.   | Trieste           | 30 | 22 | 14 | 2 | 6  | 542 | 423 | +119 | Qualificato alla Coppa delle Coppe 1991-92  |
|  | 5.   | Lazio             | 22 | 22 | 9  | 4 | 9  | 455 | 470 | -15  |                                             |
|  | 6.   | Modena            | 22 | 22 | 9  | 4 | 9  | 493 | 482 | -11  |                                             |
|  | 7.   | Gaeta             | 21 | 22 | 8  | 5 | 9  | 381 | 398 | -17  |                                             |
|  | 8.   | Bologna 1969      | 21 | 22 | 9  | 3 | 10 | 460 | 421 | +39  |                                             |
|  | 9.   | Prato             | 17 | 22 | 7  | 3 | 12 | 456 | 485 | -29  |                                             |
|  | 10.  | Rovereto          | 14 | 22 | 6  | 2 | 14 | 430 | 523 | -93  | Retrocesso in Serie A2 1991-92              |
|  | 11.  | Imola             | 7  | 22 | 2  | 3 | 17 | 470 | 513 | -43  | Retrocesso in Serie A2 1991-92              |
|  | 12.  | Città Sant'Angelo | 6  | 22 | 2  | 2 | 18 | 424 | 636 | -212 | Retrocesso in Serie A2 1991-92              |